# Azriel de Girona
Azriel de Girona (segle XII) fou un jueu gironí, cabalista i filòsof. Membre molt reconegut del cercle cabalístic de Girona, fou deixeble directe d'Isaac el cec i mestre de Bonastruc ça Porta. Coneixedor de diverses llengües. D'entre la gran quantitat dels seus escrits, destaca el Sha'ar ha-sho'el, una exposició intel·ligible de la teoria de les deu Sefirot en forma de preguntes i respostes seguint les regles de la lògica, com a indicació per als principiants. Altres escrits són Comentari al Séfer Yetsirà o Llibre de la Creació, Comentari a les aggadot del Talmud i Comentari a la litúrgia quotidiana. D'aquest últim cal destacar com a curiositat que conté nombrosos vocables catalans escrits en lletres hebrees.